# 安托皮尔 (罗夫诺区)
50°36′26″N 26°24′54″E / 50.60722°N 26.41500°E
安托皮尔（烏克蘭語：Антопіль），是烏克蘭西北部里夫内州里夫内区白克里尼察市镇的村落。面積0.72平方公里，海拔高度244米，2001年人口514，人口密度每平方公里713.9人。